# Alvar Nyqvist
Alvar Wilhelm Nyqvist, född den 14 januari 1893 i Karis, Svartå, död den 26 september 1966 i Vasa, var en finländsk präst.
Nyqvist avlade studentexamen 1914, teologisk dimissionsexamen 1926 och pastoralexamen 1934. Efter sin prästvigning 1926 var han extra ordinarie präst i Bergö församling 1926–1928 och i Vasa svenska församling 1928–1934. Nyqvist var komminister i sistnämnda församling 1934–1941 och kyrkoherde där 1941–1963. Han blev prost 1952.